# 1472 en Angleterre
Chronologie de l'Angleterre
- 1468
- 1469
- 1470
- 1471
- 1472
- 1473
- 1474
- 1475
- 1476

Cette page concerne l'année 1472 du calendrier julien.

## Naissances en 1472
- 10 avril : Marguerite d'York, princesse royale
- 10 décembre : Anne de Mowbray, 8e comtesse de Norfolk
- Date inconnue :
  - Thomas Berkeley, 5e baron Berkeley
  - Thomas Fiennes, 8e baron Dacre
  - John Hygdon, universitaire
  - John Kirkham, shérif
  - John Port, juge
  - Margaret Spencer, noble
  - Robert Dudley alias Sutton, member of Parliament pour Shrewsbury
  - Robert Willoughby, 2e baron Willoughby de Broke

## Décès en 1472
- 24 mai : Walter Hart, évêque de Norwich
- 30 mai : Jacquette de Luxembourg, duchesse de Bedford
- 8 juin : Henry FitzHugh, 5e baron FitzHugh
- 16 août : Baldwin Hyde, chanoine de Windsor
- 11 décembre : Marguerite d'York, princesse royale
- Date inconnue :
  - Thomas Boleyn, prêtre
  - Éléonore Neville, comtesse de Northumberland